# Lozove, Cernivți
Lozove (în ucraineană Лозове) este localitatea de reședință a comunei Lozove din raionul Cernivți, regiunea Vinnița, Ucraina.

## Demografie
Componența lingvistică a localității Lozove
     Ucraineană (99,41%)
     Alte limbi (0,59%)
Conform recensământului din 2001, majoritatea populației localității Lozove era vorbitoare de ucraineană (99,41%), existând în minoritate și vorbitori de alte limbi.